# Aščisu (přítok Alkamergenu)
Aščisu (rusky Ащису) je řeka ve Pavlodarské oblasti v Kazachstánu. Je přítokem jezera Alkamergen. Je 348 km dlouhá. Povodí má rozlohu 7 420 km².

## Průběh toku
Protéká severní částí Kazašské pahorkatiny. Ústí zprava do jezera Alkamergen (podle některých pramenů do jezera Žarkol). Má levý přítok Kurtyozek.

## Vodní stav
Zdroj vody je sněhový. V suchém období vysychá na značné délce svého toku.